# Изложба „Нови чланови” (1989)
Изложба „Нови чланови” се одржала од јуна до октобра 1989. године у Галерији Удружења ликовних уметника Србије, Дому културе Смедерево, Народном музеју Зајечар, Народном музеју Топлице и Галерији „Сопоћанска виђења” у Новом Пазару.

## Уметнички савет
Избор нових чланова и радова за изложбу је обавио Уметнички савет Удружења ликовних уметника Србије у следећем саставу:
- Живко Ђак, председник Савета
- Марко Крсмановић
- Владимир Комад
- Бранко Миљуш (уметник)
- Милун Видић
- Вјера Дамјановић
- Исак Аслани
- Мило Димитријевић
- Градимир Петровић

## Излагачи

### Сликари
1. Светлана Бабић
2. Братислав Башић
3. Оливера Брдарић
4. Милена Бошковић
5. Драган Гајер
6. Катарина Дрљевић
7. Симон Дермановић
8. Мирјана Јанковић
9. Братислав Крстић
10. Зоран А. Костић
11. Јадран Крњајски
12. Зоран Клашња
13. Срђан Марковић
14. Јелена Марковић
15. Слађана Мераковић
16. Љиљана Мартиновић
17. Анђела Меденица
18. Горан Поповић
19. Драган Петровић
20. Миломирка Петровић
21. Драгица Павловић
22. Александар Русулић
23. Гордана Радојевић
24. Драган Ракић
25. Виолета Самарџић
26. Томислав Стошић
27. Јасна Тополски
28. Марија Топаловић
29. Зоран Тешановић
30. Љубиша Филиповић
31. Зоран Д. Костић

### Вајари
1. Вукашин Миловић
2. Славиша Чековић
3. Горан Чпајак

### Графичари
1. Веселин Вукашиновић
2. Мито Коматина
3. Павле Миладиновић
4. Лидија Атанасијевић
5. Милан Радовановић

### Проширени медији
1. Слободан Миливојевић